# Last Fair Deal Gone Down (album)
Albums de Katatonia
Tonight's Decision
(1999) Viva Emptiness
(2003)
Last Fair Deal Gone Down est le cinquième album du groupe de metal suédois Katatonia, sorti en 2001 sous le label Peaceville Records. Le titre de l'album est tiré d'un morceau du chanteur de delta blues Robert Johnson.
La version remastérisée sortie en 2004 contient trois titres bonus : Sulfur, March 4, Help Me Disappear.

## Liste des chansons
Toutes les paroles sont écrites par Jonas Renkse.
| No  | Titre                | Durée |
| --- | -------------------- | ----- |
| 1.  | Dispossession        | 5:33  |
| 2.  | Chrome               | 5:11  |
| 3.  | We Must Bury You     | 2:48  |
| 4.  | Teargas              | 3:22  |
| 5.  | I Transpire          | 5:54  |
| 6.  | Tonight's Music      | 4:17  |
| 7.  | Clean Today          | 4:22  |
| 8.  | The Future of Speech | 5:38  |
| 9.  | Passing Bird         | 3:35  |
| 10. | Sweet Nurse          | 3:53  |
| 11. | Don't Tell a Soul    | 5:42  |

## Formation
- Jonas Renkse – Chant
- Anders Nyström – guitare, mellotron
- Fredrik Norrman – guitare
- Daniel Liljekvist – Batterie
- Mattias Norrman – Basse